# 2006년 일본 자유민주당 총재 선거
2006년 자유민주당 총재 선거(일본어: 2006年自由民主党総裁選挙)는 고이즈미 준이치로 총재의 임기가 만료됨에 따라 후임을 선출하기 위해 실시된 일본 자유민주당의 총재 선거이다.

## 개요
자유민주당의 당규에 따르면 자유민주당 총재는 3회 연속으로 선출될 수 없으므로 이미 2회 연속으로 선출된 고이즈미 총재는 이 선거에 출마할 수 없다. 따라서 고이즈미를 이을 "포스트 고이즈미" 후보로 언론 등에서 자주 거론되었던 아소 다로, 다니가키 사다카즈, 후쿠다 야스오, 아베 신조의 출마가 예상되었다.
선거전에 접어들자 당시 내각관방장관이었던 아베 신조의 당선이 유력해져갔고 그의 최대 경쟁자였던 후쿠다 야스오 및 다른 후보들이 추격했으나, 아베 신조와 후쿠다 야스오가 같은 파벌 소속이어서 표가 분열될 가능성을 우려해 후쿠다가 불출마를 선언했고 후쿠다를 지지하던 표가 아베에게 몰리면서 아베 신조가 압도적으로 승리했다.

## 표 산출 방식
- 국회의원(중의원, 참의원) 투표 : 총 402표 (1인 1표)
- 당원 투표 : 총 300표
  - 141표 : 각 도도부현 지부 연합회 대표 3명 (1인 1표) × 47개 도도부현
  - 159표 : 일반 당원 투표에서의 후보별 득표율에 따라 환산하여 배분

## 선거 결과
| 후보자            | 국회의원 투표 | 국회의원 투표 | 당원 투표  | 당원 투표 | 합계   | 합계   | 결과      |  |
| 후보자            | 득표수        | 득표율        | 득표수     | 득표율    | 득표수 | 득표율 | 결과      |  |
| ----------------- | ------------- | ------------- | ---------- | --------- | ------ | ------ | --------- |  |
| 아베 신조         | 267           | 66.4%         | 197 (환산) | 65.7%     | 464    | 66.1%  | 1위(당선) |  |
| 아소 다로         | 69            | 17.2%         | 67 (환산)  | 22.3%     | 136    | 19.4%  | 2위       |  |
| 다니가키 사다카즈 | 66            | 16.4%         | 36 (환산)  | 12.0%     | 102    | 14.5%  | 3위       |  |
| 합계              | 402           | -             | 300 (환산) | -         | 702    | -      |           |  |